# Pauluskirche (Bergen an der Dumme)

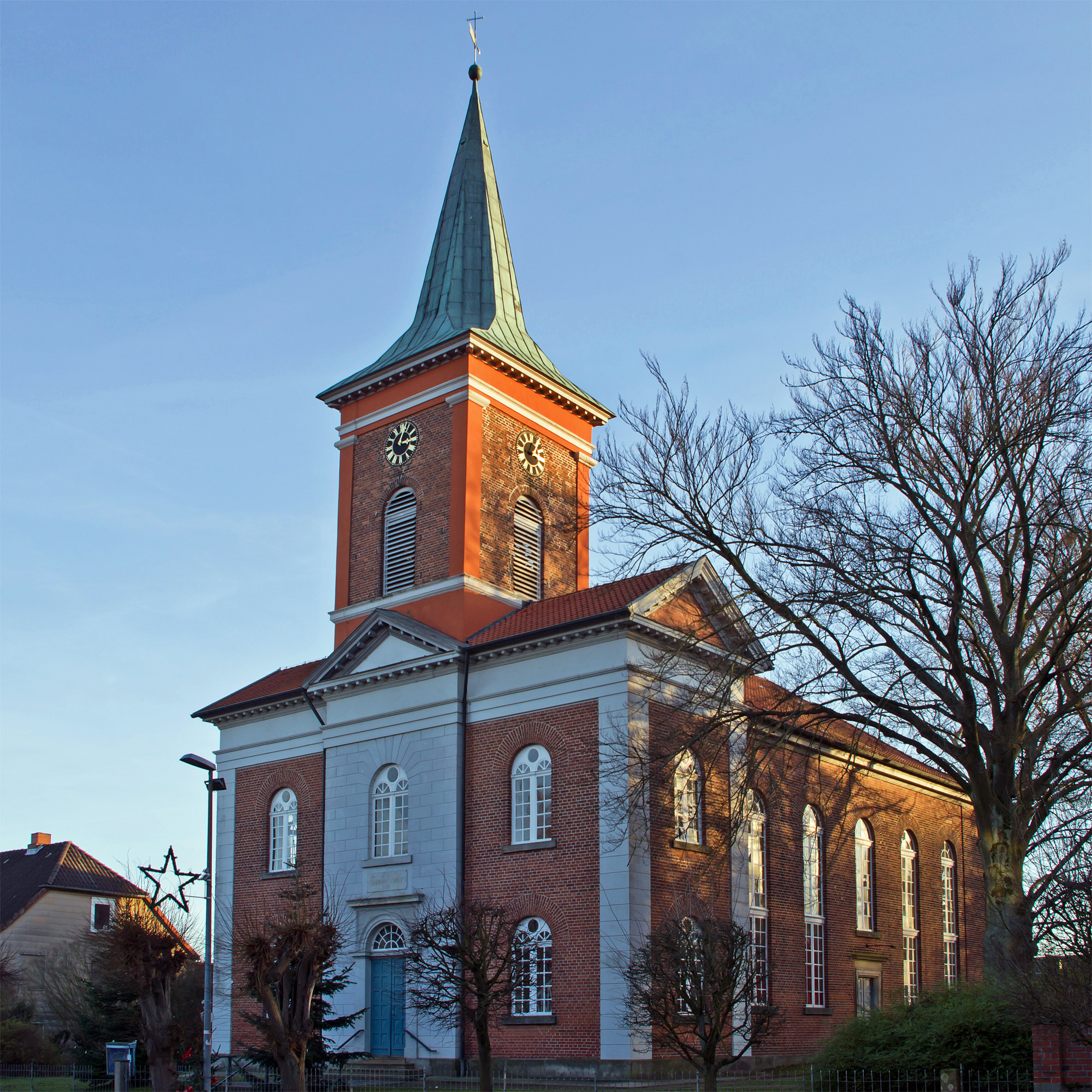
Pauluskirche

Die evangelisch-lutherische denkmalgeschützte Pauluskirche steht in Bergen an der Dumme, einem Flecken der Samtgemeinde Lüchow im Landkreis Lüchow-Dannenberg von Niedersachsen. Die Kirchengemeinde gehört zum Kirchenkreis Lüchow-Dannenberg im Sprengel Lüneburg der Evangelisch-lutherischen Landeskirche Hannovers.

## Beschreibung
Der Vorgängerbau der heutigen Kirche war so baufällig gewesen, dass er abgerissen und neugebaut werden musste. Der Neubau fiel dann nur wenige Jahre später dem großen Brand in Bergen vom 2. Mai 1840 zum Opfer, der den größten Teil des Ortes in Schutt und Asche legte. Der abermalige Neubau nach 1840 wurde aus städtebaulichen Gründen entgegen der traditionellen Ausrichtung nord-süd-orientiert, mit dem Dachturm auf dem Querschiff an der Nordseite, der mit einem spitzen Helm bedeckt ist. Die klassizistische Kirche besteht aus Ziegelmauerwerk. Die Fassade des Querschiffs hat einen verputzten von einem Dreiecksgiebel gekrönten Risalit in der Mitte und verputzte Ecksteine. In ihm befindet sich das Portal. Das Kirchenschiff und das Querschiff sind mit Satteldächern bedeckt und haben Bogenfenster. 
Den Innenraum umgeben Emporen an drei Seiten auf hölzernen Säulen. An der vierten Raumseite erhebt sich der klassizistische Kanzelaltar. 
Die Orgel mit 16 Registern, verteilt auf zwei Manuale und ein Pedal, wurde 1842 von Eduard Meyer gebaut. Zuletzt wurde das Instrument renoviert 1968/69 und  1986 durch Albrecht Frerichs (Göttingen) und 1992 durch Gebrüder Hillebrand Orgelbau (Altwarmbüchen). Die Orgel steht seit 1960 unter Denkmalschutz.

## Glocken
Im Kirchturm befindet sich ein dreistimmiges Glockengeläut aus Bronze:
- Glocke 1 mit dem Schlagton d′ wurde 1961 von der Glockengießerei Petit & Gebr. Edelbrock in Gescher gegossen.
- Glocke 2 mit dem Schlagton f′ wurde 1929 von der Glockengießerei Franz Schilling in Apolda gegossen.
- Glocke 3 mit dem Schlagton a′ wurde 1961 von der Glockengießerei Petit & Gebr. Edelbrock in Gescher gegossen.